# Livre foncier
 (janvier 2021).
Si vous disposez d'ouvrages ou d'articles de référence ou si vous connaissez des sites web de qualité traitant du thème abordé ici, merci de compléter l'article en donnant les références utiles à sa vérifiabilité et en les liant à la section « Notes et références ».
Le livre foncier est une institution civile, gérée par une institution judiciaire (le tribunal d'instance), présente dans le droit local en vigueur dans les trois départements français du Bas-Rhin, du Haut-Rhin et de la Moselle. Il s'agit de l'équivalent de la conservation des hypothèques dans le reste de la France et assurant la publicité foncière.
Les registres du livre foncier, tenus dans chaque tribunal d'instance, mentionnent les droits réels des propriétaires d'un immeuble et, pour chaque titulaire de ces droits, les servitudes et les charges qui grèvent ces droits.
Du fait du contrôle du juge du Livre foncier, l'inscription d'un droit au livre foncier bénéficie de la présomption d'exactitude.
Il existe aussi un livre foncier à Mayotte, mais il n'est pas tenu par le juge. 

## Histoire du livre foncier
Dans l'Antiquité, il existait un cadastre des impôts. Au Moyen-Âge apparaît un registre des transmissions, tenu par les monastères pour les dons reçus. Il existait par exemple un Livre des donations pour les pays de Wissenbourg/Alsace. En Allemagne, par endroits, les Tribunaux enregistraient l'existence d'hypothèque et de gages sur les terres. 
En 1783, la Prusse se dote d'un Règlement général des hypothèques pour l'ensemble des États royaux ("Allgemeine Hypotheken-Ordnung für die gesamten Königlichen Staaten"). En 1872, le Règlement prussien du livre foncier renforce le système d'enregistrement des droits. En mars 1897, le Règlement du livre foncier qui reprend le système prussien entre en vigueur et s'applique à toute l'Allemagne. Ce n'est qu'en 1935 que sera adoptée une réglementation unifiée du livre foncier pour l'Allemagne. 
Le livre foncier a été introduit par une loi allemande de 1891 alors que l'Alsace et la Moselle formaient le Reichsland Elsass-Lothringen (Province d'Alsace-Lorraine de l'Empire allemand), conformément au traité de Francfort consécutif à la défaite française de 1871. Il a par la suite été préservé et adapté à la loi française par une loi de 1924, et intégré dans le Droit Local du territoire concerné qui est désigné depuis cette époque par le terme d'« Alsace-Moselle ».

## Implantation du livre foncier
Le service du livre foncier est assuré au sein des tribunaux d'instance et dépend donc du ministère de la justice ; la mission est remplie par des magistrats (dits juges du livre foncier), assistés de greffiers, présents dans chaque tribunal d'instance d'Alsace et de Moselle.
Depuis la mise en application de la nouvelle carte judiciaire, le 1er janvier 2010, les bureaux fonciers sont au nombre de 11 : Metz, Thionville, Sarreguemines (pour la Moselle), Haguenau, Saverne, Sélestat, Strasbourg (pour le Bas-Rhin), Colmar, Guebwiller, Mulhouse et Thann (pour le Haut-Rhin).

## Structure du livre foncier
Chaque feuillet du livre foncier est constitué d'un titre et de trois sections : le titre indique l'identité du propriétaire du bien immobilier, la première section indique l'indication cadastrale du bien immobilier, la seconde fait mention des différentes charges qui grèvent le bien en question et enfin la troisième précise les hypothèques et privilèges éventuels qui grèvent l'immeuble. Une quatrième section devrait apparaître avec l'informatisation du livre foncier : elle contiendra tout autre élément qui ne saurait être inséré dans l'une des trois sections évoquées précédemment.

## L'informatisation
Le livre foncier est informatisé depuis 2008 : il a ainsi fallu procéder à la numérisation de données contenues dans plusieurs milliers de registres datant parfois de plusieurs décennies. Cette informatisation a fait l'objet de la loi n° 94-342 du 29 avril 1994 relative à l'informatisation du livre foncier des départements du Bas-Rhin, du Haut-Rhin et de la Moselle. Il a été créé à cette occasion un groupement d'intérêt public, le GILFAM (groupement pour l'informatisation du livre foncier d'Alsace et de Moselle), chargé de mettre en œuvre l'informatisation du livre foncier.

## Les droits qui doivent être publiés au livre foncier
- Les droits réels immobiliers

Il s'agit en premier lieu du droit de propriété, c'est-à-dire lorsqu'une personne est propriétaire d'un immeuble. Il doit également être fait mention d'une éventuelle copropriété ou encore d'un droit de superficie.
Les servitudes sont celles prévues par le code civil qui résultent du fait de l'Homme et qui sont établies par un titre ou par une prescription.
Cela concerne également les servitudes établies avant 1900 : en principe elles sont opposables aux tiers mais une loi du 4 décembre 2002 a imposé que ces dernières soient inscrites dans les cinq années suivant l'entrée en vigueur de cette loi.
Enfin les servitudes établies entre 1900 et 1924 : elles sont régies par la droit local depuis la loi du 1er juin 1924. Celles établies en faveur de l'État Allemand appartiennent aujourd'hui à l'État Français.
- l'usufruit lorsqu'il n'est pas issu d'un texte de loi mais d'une convention.
- le droit d'usage
- les sûretés réelles

Certains droits personnels :
- les baux emphytéotiques
- les baux à construction
- les baux de plus de douze années
- les quittances de loyer de plus de trois ans

Les restrictions au Droit de disposer
- restrictions légales : le droit à résolution d'un contrat synallagmatique ou encore l'action révocatoire d'une donation.
- restrictions conventionnelles ou testamentaires : les promesses de ventes, les pactes de préférence, ... tout ce qui résulte de la volonté de l'Homme.
- restrictions judiciaires : ici on se fie à la loi du 29 décembre 1990 qui évoque les procédures forcées immobilières, les procédures collectives ou encore les demandes en justice pour la résolution, l'annulation, la révocation ou la récision d'une convention pour cause de mort.

Remarque : lorsqu'une vente a eu lieu, le notaire doit préciser les numéros cadastraux de l'immeuble. Un problème se pose alors si le cadastre est en cours d'élaboration : le notaire va alors inscrire une prénotation qui figurera donc au livre foncier.
L'inscription au livre foncier obéit à un certain principe de restriction. Seuls les droits qui doivent être publiés peuvent être publiés, c'est-à-dire ni plus ni moins. Cela est voulu principalement du fait d'une volonté de clarté et de précision du contenu du livre foncier.

## Manquement à l'obligation d'inscription au livre foncier
La sanction d'un tel manquement est l'inopposabilité aux tiers.
Lors d'un conflit entre deux acquéreurs successifs d'un même bien, la revendication de celui qui a publié son droit en premier prévaut sur celle du prétendant ultérieur.
Depuis des réformes de 1990 et de 2002, le rang et la date sont déterminés par les dates et heures du dépôt de la requête au livre foncier.

## Cas de Mayotte
À Mayotte, la publicité foncière est également enregistrée dans un livre foncier. En revanche, ce n'est pas le juge qui tient le livre foncier, mais un conservateur, comme dans le reste de la France. 